# Marie-Louise Hénin
Marie-Louise Henin, née le 9 décembre 1898 à Marche-en-Famenne et exécutée par décapitation le 9 juin 1944 à la Prison de Plötzensee à Berlin, est une dentiste belge. Elle s'engage dans la résistance au nazisme durant la Seconde Guerre mondiale. Marie-Louise Hénin est l'une des chevilles ouvrières du journal La Libre Belgique clandestine.

## Biographie

### Jeunesse et formation
Marie-Louise Ghislaine Henin est née le 9 décembre 1898 à Marche-en-Famenne dans une famille de quatre enfants. Ses parents, Louis Gilles Henin et Marie Adèle Renson, tiennent une boucherie. La famille déménage à La Louvière en 1908,. Elle fréquente une école secondaire pour filles puis s'installe en Allemagne auprès de sa sœur Marie-Thérèse Jantzen. Elle y poursuit ses études et épouse le dentiste allemand Carl Keil.
En 1924, elle quitte son mari et part en Argentine. A Buenos Aires, elle gagne sa vie en travaillant comme gouvernante et commence des études de médecine.
Elle retourne en Belgique en 1926. Elle est reconnue chirurgienne-dentiste en 1929 et ouvre son propre cabinet à Marche-en-Famenne. Elle s'installe ensuite à Schaerbeek, rue des Ailes,.

### Résistance
Après l'occupation de la Belgique par les troupes allemandes, elle rejoint une organisation de résistance. Sous le nom de code Colas, elle transmet des informations aux Britanniques, via le groupe de résistance Service Zéro.
Au début de 1941, elle abandonne sa pratique de dentiste pour se consacrer uniquement à ses activités de résistante. Elle tente d'unifier les groupes de résistance belges qui ont peu de contacts entre eux.
Elle s'implique dans la réalisation et la publication du journal La Libre Belgique clandestine publié à partir de 1940,. Elle participe à toutes les tâches, de la collecte d'informations à la mise sous presse et la diffusion. Elle parvient à se procurer un camion de la Gestapo pour transporter les journaux avant l'arrivée des ouvriers.
Elle aide aussi au financement et à la diffusion d'autres journaux résistants notamment Le Belge et Vrij, l'édition en néerlandais de La Libre Belgique . 
Elle héberge dans sa propre maison des aviateurs alliés et organise leur évasion. Elle accepte notamment de prendre en charge cinq aviateurs polonais ne parlant pas un mot de français, allant jusqu'à les emmener à la messe à l'église St-Servais.
À partir de 1941, alors que plusieurs membres de l'organisation du journal sont arrêtés, elle demande à Fernand Kerkhofs de prendre le journal en charge.
Elle est arrêtée le 4 novembre 1941 à son domicile au 58 de la rue des Ailes à Schaerbeek. Les soldats allemands trouvent chez elle de nombreux exemplaires du journal et d'autres équipements compromettants. Elle est emprisonnée à la prison de Saint-Gilles, interrogée par la Gestapo et soumise à la torture,.
Le 24 juillet 1942, Marie-Louise Henin est transférée à Essen puis, en mai 1945, à la prison de Zweibrücken, puis à Francfort, à Cassel, à Halle et enfin à Berlin où elle arrive le 6 octobre 1943.
Le 6 janvier 1944, elle comparaît devant le Volksgerichtshof avec ses co-accusés Noël Abel, Roger Degueldre, Georges Maréchal, l'avocat Robert Logelain, le boulanger Latour et le docteur Michel Goffart.
Le 8 janvier 1944, elle répondra à l'officier allemand qui lui demandait pourquoi elle était là : « Pour avoir fidèlement servi ma Patrie. -Et si vous étiez libérée, que feriez-vous? - Je me mettrais premièrement à la disposition de ma Patrie ».
Marie-Louise Henin est condamnée à mort le 6 janvier 1944 pour « haute trahison » .
Elle est exécutée le 9 juin 1944 dans la prison de Plötzensee à Berlin, quelques minutes après Emmy Zehden,,.
Louise de Landsheere dira d'elle dans ses mémoires : « Nous ne pouvons que nous incliner devant cette héroïne nationale, dont le nom rejoindra dans l'histoire celui de Gabrielle Petit et d'Edith Cavell ».

## Hommages
- Une rue porte son nom à Marche-en-Famenne, rue Marie-Louise Hénin.
- Le 6 mai 1951, une plaque commémorative est apposée sur la maison natale de Marie-Louise Henin à Marche-en-Famenne, en présence du Prince Baudouin de Belgique[11]
- En 2003, le nom de Marie-Louise Henin est donné à la 158e Promotion Polytechnique de l’École royale militaire de Belgique, dont elle devient la marraine[12].